# Joaquim Vinyas i Miquel

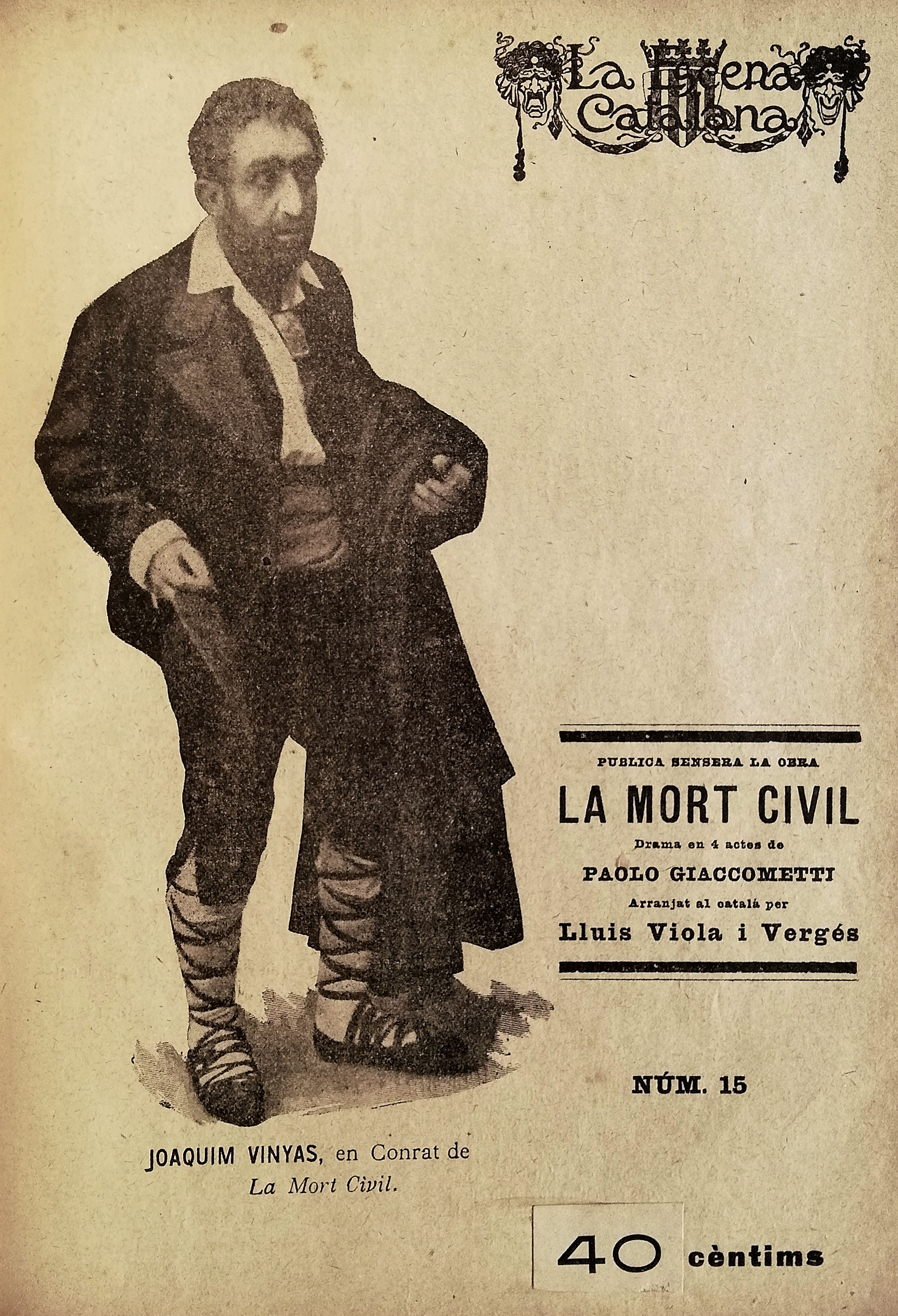
Joaquim Vinyas interpretant en Conrad de La mort civil de Paolo Giacometti, adaptada al català per Lluís Viola i Vergés. Publicat per La Escena Catalana l'any 1918

Joaquim Vinyas i Miquel (també se'l pot trobar per Joaquim Viñas o Joaquim Vinyes) (Sant Andreu de Palomar, ca 1871 - Barcelona, 18 d'agost de 1946) va ser un primer actor de teatre català de finals segle xix a primera meitat del segle xx, de llarga trajectòria professional. Cunyat d'Ignasi Iglésias i Pujadas casat amb la seva germana Emiliana Viñas i Miquel.

## Trajectòria professional
- 1903, 20 de setembre. L'aniversari, original de Salvador Vilaregut. Estrenada al teatre Romea de Barcelona (en el paper de L'Escabellat, campaner de l'església parroquial.)
- 1904, 9 de feb rer. El camí del sol, original d'Àngel Guimerà. Estrenada al teatre Romea, de Barcelona (en el paper de Demetri.)
- 1904, 14 d'octubre. L'endemà de bodes, original de Josep Pous i Pagès. Estrenada al teatre Romea de Barcelona (en el paper de Joanic.)
- 1905, 20 de gener. La nit de l'amor, original de Santiago Rusiñol i música d'Enric Morera. Estrenada al teatre Romea de Barcelona (en el paper d'El glossador, 40 anys.)
- 1905, 14 de febrer. De bon tremp, original de Manuel Folch i Torres. Estrenada al teatre Romea de Barcelona (en el paper de Mossèn Àngel.)
- 1905, 25 de novembre. Les garses, original d'Ignasi Iglésias. Estrenada al teatre Romea de Barcelona (en el paper de Dragó.)
- 1906, 27 de març. L'Eloi, original d'Àngel Guimerà. Estrenada al teatre Romea de Barcelona (en el paper de Valentí.)
- 1908, 22 de març. Aigües encantades, original de Joan Puig i Ferreter. Estrenada al teatre Romea de Barcelona (en el paper d'Un foraster.)
- 1908, 18 d'abril. En Joan dels Miracles, original d'Ignasi Iglésias. Estrenada al teatre Romea de Barcelona (en el paper de Joan, 50 anys.)
- 1908, 16 d'octubre. L'aranya, original d'Àngel Guimerà. Estrenada al teatre Romea de Barcelona (en el paper de Peretó.)
- 1911, 15 d'abril. La reina jove, original d'Àngel Guimerà. Estrenada al teatre Principal de Barcelona (en el paper de Marquès de Tirnova.)
- 1912, 15 de novembre. L'home de palla, original d'Ignasi Iglésias. Estrenada al teatre Espanyol de Barcelona (en el paper de Denís, 55 anys.)
- 1912, 27 de novembre. Epitalami, original d'Ambrosi Carrion. Estrenada al teatre Espanyol de Barcelona (en el paper del Pare de la mainadera.)
- 1918, 19 d'abril. Al cor de la nit, original d'Àngel Guimerà. Estrenada al teatre Romea de Barcelona (en el paper de Tomasot.)
- 1919, 6 d'octubre. Dijous Sant, original de Josep Maria de Sagarra. Estrenada al teatre Romea de Barcelona (en el paper d'El caminant.)
- 1925, 29 d'agost. El fogueral, original d'Ambrosi Carrion. Estrenada al teatre Barcelona de Barcelona (en el paper de Borinot.)
- 1927, 14 de desembre. L'assassinat de la senyora Abril, original de Josep Maria de Sagarra. Estrenada al teatre Romea de Barcelona (en el paper de el Comissari, 35 anys.)
- 1929, 30 de març. El procés de Mary Dugan, original de Bayard Veiller. Estrenada al teatre Romea de Barcelona (en el paper de Doctor Welcome, metge-inspector.)
- 1932, 26 de març. L'alegria de Cervera, original de Josep Maria de Sagarra. Estrenada al teatre Romea de Barcelona (en el paper de Doctor Picó.)